# Кюрель, Франсуа де
Франсуа де Кюрель (фр. François de Curel; 10 июня 1854, Мец, Лотарингия — 26 апреля 1928, Париж) — французский писатель и драматург. Член Французской Академии (с 1918).

## Биография
Родился в богатой аристократической семье из Лотарингии. Виконт.
Образование получил у иезуитов Меца и в техническом институте Парижа по специальности инженер в гражданском строительстве. Должен был взять на себя руководство металлургическим предприятием своего отца, но предпочел литературу семейному делу.
В 1918 г. был избран членом Французской Академии.

## Творчество
Дебютировал как прозаик, опубликовав в 1885 г. роман «L’Été des fruits secs» и «Le Sauvetage du grand duc» (1889).
Первые пьесы Ф. де Кюреля — «Изнанка святой», «Ископаемые» (обе поставлены в 1892 в «Свободном театре», под руководством А. Антуана). Со временем стал одной из центральных фигур «Свободного театра» (фр. «Théâtre Libre»), созданного Антуаном в качестве форума нетрадиционного драматического искусства.
В большинстве своих пьес драматург анализирует природу человека, в котором, по его мнению, борются звериные инстинкты и разум. Лучшие пьесы де Кюреля вскрывают корни социальных, моральных и психологических конфликтов его времени: «Изнанка святой» (1892; повествует об озлобленной на весь мир женщине, которая разрушает всё вокруг себя), «Ископаемые» (1892; об угасании благородного дворянского рода), «Гость» (1893; о вечном конфликте любви и ревности). Признавая официальную церковь, Ф. де Кюрель в то же время ищет новую религию в жертвенной любви, героизме, науке, обожествлении науки за счет жизни простых людей — «Новый идол» (1899, Театр Антуана), а пьеса «Пиршество льва» (1897, Театр Антуана, о противоречии между трудом и капиталом), в которой он с позиций идеологии социального дарвинизма оправдывает эксплуатацию рабочих). Теме эгоистической любви и разрушения человеческой морали посвящены его пьесы: «Любовь лжёт» (1893, «Комеди Франсез»), «Танец перед зеркалом» (1914, театр «Нувель Амбигю Комик»).
Успех имела пьеса Ф. де Кюреля о войне «Бесчеловечная земля» (1922, «Théâtre Hébertot»), в которой естественные чувства героев торжествуют над сословными и национальными предрассудками.
Он автор пьесы «Живая и мёртвый» (1925, Монте Карло) о поисках путей возрождения человека, духовно искалеченного войной. А. В. Луначарский писал: 

«Де Кюрель, принадлежа к реакционному крылу общества, тем не менее был отчаянным парадоксалистом, заставлял серьёзно думать над странной и волнующей постановкой больших проблем»
В отличие от творчества современников, в «тезисных пьесах» которых отдавалось предпочтение абстрактным идеям, «французский Ибсен», как тогда называли Ф. де Кюреля, ставил во главу угла эмоции и действия своих персонажей.
С 1906 Ф. де Кюрель отошёл от литературы, а после возвращения к творчеству в 1919 ему удалось написать всего одну удачную пьесу — комедию «Сумасшедшая душа» (1919), построенную на сравнении эмоций человека и животных.
Другие сочинения: роман «Лето сухофруктов» (1885), комедия «Фигурантка» (1896), драмы «Дикарка» (1902, Театр Антуана) и «Мистическая гроза» (1927).

## Память
- В честь Ф. де Кюреля названы улицы в Меце и Куэн-сюр-Сей, где он был похоронен в семейной усыпальнице на местном кладбище.